# V466 Cassiopeiae
V466 Cassiopeiae (V466 Cas) es una estrella variable en la constelación de Casiopea (constelación).
De magnitud aparente media +8,62, se encuentra 4,5 minutos de arco al norte de la brillante φ Cassiopeiae y, al igual que ésta, forma parte del cúmulo abierto NGC 457. 
Dada su lejanía respecto al sistema solar, su paralaje medida por el satélite Hipparcos (0,33 milisegundos de arco), no resulta útil para evaluar la distancia a la que se encuentra.
Diversos estudios estiman su distancia entre 1200 y 1585 pársecs (3900 - 5160 años luz).
V466 Cassiopeiae es una supergigante roja de tipo espectral M1.5I —catalogada también como M2Ib— con una temperatura efectiva de 3780 K.
Es una supergigante de gran tamaño, estando su diámetro comprendido entre 330 y 380 veces el diámetro solar.
Considerando la cifra menor, su radio equivale a 1,5 UA, por lo que si se hallase en el lugar del Sol, las órbitas de los primeros tres planetas —la Tierra inclusive— quedarían englobadas en el interior de la estrella.
Su tamaño, comparable al de R Leonis o R Doradus, es, sin embargo, la mitad del de la brillante Antares (α Scorpii).
Con una masa de aproximadamente 12 masas solares, se estima que su pérdida de masa estelar —en forma de polvo, ya que el gas atómico y molecular no ha podido ser evaluado— es de 0,2 × 10-9 masas solares por año.
Catalogada como una estrella variable irregular LC, el brillo de V466 Cassiopeiae varía entre magnitud +9,80 y +10,74 —en banda B— sin que exista período conocido.